# Berimbau
A berimbau vagy birimbau brazíliai egyhúros hangszer, a monoheterokord zenei íjak családjába tartozik. Afrikai eredetű, a rabszolga-kereskedelem révén jutott az Újvilágba. A capoeira nevű brazíliai tánc- és harcművészet, valamint a candomblé szertartások elengedhetetlen kelléke.

## Leírása
A berimbau egy íjszerűen megfeszített, egy-másfél méter hosszú, fapálcára erősített húrból és egy rezonátorként használt, 10-20 cm átmérőjű, kivájt tökből áll. A tök egy madzaggal van az ág egyik végének közelében rögzítve úgy, hogy egyben a húrhoz is hozzá van hurkolva. A húrt egy vékonyabb pálcával megütve szólaltatják meg. A hangszer és verője is hagyományosan biriba-fából (Eschweilera ovata) készül.
A hangszert háromféle nagyságban és hangolásban használják, ezek nevei a mélytől a magasig: gunga, médio és viola.

### Részei, tartozékai
A hangszer részeinek hagyományos brazíliai portugál megnevezései:
- verga: a húrhordozó fapálca
- arame: az acélhúr
- cabaça: a tök-rezonátortest
- baqueta: a verő
- dobrão vagy pedra: pénzérme vagy kavics, a hang módosításához
- caxixí (kiejtése kb. ka-se-se): tökhéjból és nádfonatból készült csörgő

## Játékmód

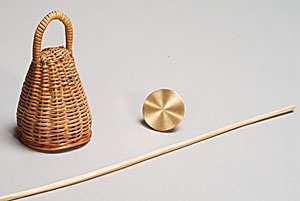
Caxixi, vaqueta, dobrão

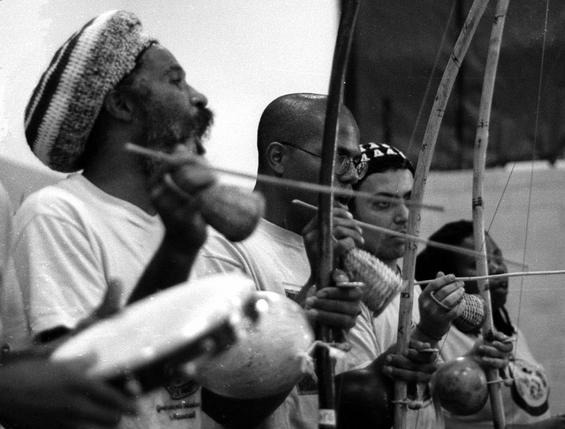
Capoeira-zenészek

A hangszert a bal kéz tartja olyan módon, hogy a cabaça rögzítésére szolgáló hurok a kisujjon nyugszik, a gyűrűs- és mutatóujj a vergát markolja, a mutató- és hüvelykujj között a dobrão van. A jobb kéz tartja a vaquetát együtt a caxixível. A hangszert függőlegesen, olyan helyzetben tartják, hogy a cabaça nyílása közvetlenül a has előtt legyen, a rezonátor nyílása így a testhez szorítva változtatható, nyitható-csukható, így a dorombhoz hasonlóan a megszólaló húrnak más-más felhangját lehet kiemelni (wah-wah effektus).
Leggyakrabban a következő három jól elkülöníthető hangot használják:
- Üres húr: a hangszert úgy tartják, hogy a cabaça teljesen nyitott legyen, miközben a húrt a tök rögzítési helyétől kb. két ujjnyi távolságra megütik. Mélyebb, zengő hangot ad.
- Magas hang: a hangszert az előzőhöz hasonló helyzetben tartják, de a dobrão a húrhoz van szorítva, és a húrt ettől a helytől feljebb két ujjnyira ütik meg. A hang az előző megszólaltatási módhoz képest egy hanggal (kis- vagy nagyszekund) magasabb.
- Zörgés: a hangszer a hashoz szorul, a cabaça zárt helyzetben van, a dobrão finoman, szorítás nélkül a húrhoz ér, fölötte ütődik hozzá a verő. Éles, zörejszerű hang keletkezik.

### Ritmusok
A capoeirában néhány gyakrabban használt ritmusképlet, toque (X jelöli a zörgést, O az üres húrt, I a magas hangot, . a szünetet):
- Angola (lassúbb)

O . I . . . X X
- São Bento Grande (gyorsabb)

I . O . O . X X
- Cavalaria (gyors)

O . X X O . X X O . X X O O O O